# Cornelis Caesar
Cornelis Caesar (* um 1610 in Goes; † 5. Oktober 1657 in Batavia) war ein Kaufmann und Beamter der Niederländischen Ostindien-Kompanie und von 1653 bis 1656 Gouverneur von Niederländisch-Formosa.

## Frühe Karriere
Der aus Goes stammende Caesar begab sich in jungen Jahren in Diensten der Niederländischen Ostindien-Kompanie (VOC) nach Asien, wo er ab 1629 in Batavia, der Hauptstadt Niederländisch-Indiens, sowie in Quinam, Hirado und Formosa (Taiwan) als Kaufmann und Beamter tätig war. Im Jahr 1647 bat er um die Entlassung aus seinem Dienst und kehrte im folgenden Jahr in die Niederlande zurück.

## Zweiter Aufenthalt in Asien
Im Jahr 1650 wurde Caesar in den Rat von Indien, die Regierung Niederländisch-Indiens, berufen, reiste ein zweites Mal nach Asien und erreichte Batavia im darauffolgenden Jahr. Ihm wurde die Aufsicht über die Bauarbeiten der VOC in Batavia übertragen und er gehörte dem Justizrat an.
Im Jahr 1653 wurde Caesar zum Gouverneur von Formosa ernannt. Nach einer Amtszeit von drei Jahren kehrte er nach Batavia zurück, wo er wieder dem Rat von Indien angehörte und am 5. Oktober 1657 starb. Sein Sohn Martinus war später Leiter der niederländischen Niederlassung in Dejima.